# Gundoland
Gundoland est un maire du palais de 613 à après 630

## Biographie
Il est peut-être frère de Landéric, son prédécesseur, car les deux sont mentionnés comme oncles (avunculus) d'Aldegonde de Maubeuge (sainte Aldegonde}, mais le terme d'avunculus peut être pris par son sens d'« oncle » et non par son sens littéral « oncle maternel », auquel cas il peut y avoir d'autres conclusions.
Il est également mentionné dans la Chronique de Frédégaire :
« La trente-quatrième année du règne de Clotaire [617], le roi des Lombards, Agilulf (|Agon), envoya vers ce prince trois nobles députés lombards, Agiulf, Pompège et Gauton, pour le prier de remettre à sa nation les douze mille sous d’or qu’elle payait tous les ans aux Francs ; et avec adresse ces députés donnèrent secrètement trois mille sous d’or, dont mille à Warnachaire, mille à Gondeland, et mille à Chuc ; ils offrirent en même temps à Clotaire trente-six mille sous d’or. Le roi remit le tribut aux Lombards, et s’unit avec eux par serment d’une amitié éternelle. »
— Frédégaire, Chronique
Il meurt entre 630 et 635 et Ega lui succède comme maire du palais.